# ويليام لودلو
ويليام لودلو (بالإنجليزية: William Ludlow)‏ هو مستكشف وعسكري أمريكي، ولد في 27 نوفمبر 1843 في آيسلب في الولايات المتحدة، وتوفي في 30 أغسطس 1901 في Convent Station, New Jersey ‏ في الولايات المتحدة.